# Тектурмас
Мавзолей (кумбез) Тектурмас (каз. Тектұрмас күмбезі) — пам'ятка архітектури XIV—XV століття, розташована на південно-східній околиці міста Тараза на правому березі річки Талас на вершині пагорба Тектурмас. Зодчий та будівельник мавзолею невідомі. Серед місцевих мешканців мавзолей вважається місцем поховання святого (ауліє) Султан-Махмуд-хана.

## Архітектура
Будівля була значно зруйнована. За фотографіями 1890-х років мавзолей був купольною, чотирикутною у плані спорудою з паленої цегли. Кути мавзолею завершувалися пілястрами, на стінах були сліди штукатурки. З декоративного оздоблення мавзолею було знайдено лише одну орнаментовану теракотову плитку, судячи з якої археолог Михайло Массон припустив, що мавзолей був споруджений у XV столітті.
Вхід у вигляді арки звернений на захід до міста Тараза.

## Історія
- Наприкінці ХІХ століття мавзолей був вивчений Василем Каллауром, у 1939-1940 роках обстежений Г. І. Пацевичем. У різночасовому некрополі, що оточує мавзолей, було виявлено осуарні поховання зороастрійців для зберігання скелетованих останків, середньовічні поховання християн та мусульман[1]. За переказами мавзолей був побудований над могилою Султан Махмуд-хана (Тектурмас-ата), який зробив значний внесок у розвиток ісламу в регіоні й шанувався святим серед місцевого населення[2].
- У 1864 році мавзолей постраждав під час взяття царськими військами міста Ауліє-Ата під час обстрілу кокандцями переправи через річку біля височини, де стояв Зачуйський загін під командуванням Михайла Черняєва. У його записках містяться відомості про «могилу святого, на ім'я Тек-Турмас, від якого й отримали свої назви ці висоти»[2].
- У 1935 році мавзолей був розібраний вщент на цеглу для будівельних потреб. Тоді ж місцеві жителі звели поруч із могилою святого невелику будову, продовжувати здійснювати обряд поклоніння — зіярат[2].
- У 1982 році мавзолей було включено до списку пам'яток історії та культури Казахської РСР республіканського значення та взято під охорону держави.[3]
- Підприємець Момишев А. А. 2001 року до 2000-річного ювілею міста Тараз, за проєктом архітектора А. Ітенова провів роботи зі зведення усипальниці Мавзолею, на місці зруйнованого мазару Мавзолею, в рамках індивідуальної інтерпретації попередньої споруди, при цьому значно поступаючись йому у виразності пластики фасадів[2].
- За даними досліджень, мавзолей Тектурмас є очікуваним мавзолеєм із 14 по 19 століття, і він зберігся як монумент мусульманської релігії. Але більшовики, які виступали проти релігії, зруйнували купол мавзолею у 20 столітті.

## Цікава інформація
- Він був збудований над могилою Султана Махмута хана в 14 столітті. Назва Тектурмас: за словами філолога Ж. Дадебаєва, Тектурмас отримав ім'я «Ауліє Тектурмас», назване на честь Султана Махмута.
- У казахській літературі зустрічаються легенди про «Тектурмас Аулія». Наприклад: «Жесірді жебеген Әуліє» про Тектурмаса сказано.
- В одній легенді йдеться про те, що Тектурмас був на чолі армії за часів Каракана.
- Підприємець Момишев А. А. за власний кошт реконструював купол «Тектурмасу».